# I Got You (I Feel Good)
I Got You (I Feel Good) — песня Джеймса Брауна в жанре фанк, выпущенная в октябре 1965 и ставшая крупнейшим его хитом.

## Описание
В песне описывается как здорово ощущать, что тот, кого ты любишь, рядом с тобой. В исполнении Брауна присутствуют характерные «соуловые» возгласы и крики, типичная для блюза 12-тактовая последовательность. По аранжировке песня похожа на предыдущий хит Брауна «Papa’s Got a Brand New Bag» — сильный упор на партию трубы и акцент на первой доле такта, что стало его характерным исполнительским приемом. Запись также запоминается благодаря альт-саксофону Масео Паркера.

## Текст песни
Whoa! I feel good, I knew that I would, now
I feel good, I knew that I would, now
So good, so good, I got you
Whoa! I feel nice, like sugar and spice
I feel nice, like sugar and spice
So nice, so nice, I got you
When I hold you in my arms
I know that I can't do no wrong
And when I hold you in my arms
My love won't do you no harm
And I feel nice, like sugar and spice
I feel nice, like sugar and spice
So nice, so nice, I got you
When I hold you in my arms
I know that I can't do no wrong
And when I hold you in my arms
My love can't do me no harm
And I feel nice, like sugar and spice
I feel nice, like sugar and spice
So nice, so nice, 'cause I got you
Whoa! And I feel good, I knew that I would, now
I feel good, I knew that I would
So good, so good, 'cause I got you
So good, so good, 'cause I got you
So good, so good, 'cause I got you
Hey
Oh-whoo

## В фильмах и передачах
Песня прозвучала во множестве фильмов: «Кто такой Гарри Крамб?», «Чокнутый профессор», «Доброе утро, Вьетнам», «Один дома 4», «Двое: я и моя тень», «Доктор Дулиттл», «Морское приключение», «Астерикс и Обеликс: Миссия «Клеопатра»», «К-9: Собачья работа», «Гарфилд», «Сквозные ранения» и «Трансформеры», «Шоу начинается», «Мистер Джонс», «Приключения Паддингтона».
На телевизионном экране песня появляется в сериалах «The Road to Long Binh», «Симпсоны» (серия «Младенец внутри Барта»), «Полный дом» (серия «Возвращение бабушки») — в России сериал переснят под именем Дом кувырком, «Остаться в живых» (в серии «Лучшая участь»).
Песня регулярно исполняется на малайзийском телевизионном канале ntv7 каждый день в начале вещания. Это символизирует лозунг телеканала: «You Feel Good Channel» («Канал хорошего настроения»).

## Участники записи
- Джеймс Браун — вокал

при участии James Brown Orchestra:
- Ron Tooley — труба
- Joe Dupars — труба
- Levi Rasbury — труба
- Неизвестный — труба
- Nat Jones — альто-саксофон, орган
- St. Clair Pinckney — тенор-саксофон
- Eldee Williams — тенор-саксофон
- Al «Brisco» Clark — тенор-саксофон
- Maceo Parker — тенор-саксофон
- Jimmy Nolen — гитара
- Alphonso «Country» Kellum — гитара
- Bernard Odum — бас
- Melvin Parker — барабаны